# Love vs. Money
Love vs. Money – drugi album studyjny The-Dreama, wydany 10 marca 2009 roku.
Niewątpliwym atutem albumu jest fakt, że The Dream wyprodukował i napisał każdy kawałek samodzielnie, z pomocą co-producenta krążka Christophera “Tricky’ego” Stewarta oraz LOS Da Mystro i zaproszonych gości Kanye West i Mariah Carey i Lil Jon.

## Lista utworów
| #  | Tytuł | Autorzy                                                                            | Czas |
| -- | --- | ---------------------------------------------------------------------------------- | ---- |
| 1  | "Money Intro"                                                                                              | Nash, Terius "The-Dream"                                                           | 0:09 |
| 2  | "Rockin' That Shit"                                                                                        | Hall, S./McKinney, C./Nash, Terius "The-Dream"                                     | 3:41 |
| 3  | "Walkin' On the Moon" (featuring Kanye West)                                                               | McKinney, C./West, K./Nash, Terius "The-Dream"                                     | 4:14 |
| 4  | "My Love" (featuring Mariah Carey)                                                                         | Carey, M./McKinney, C./Nash, Terius "The-Dream"                                    | 3:24 |
| 5  | "Put It Down"                                                                                              | McKinney, C./Nash, Terius "The-Dream"                                              | 5:01 |
| 6  | "Sweat It Out"                                                                                             | Stewart, C./Nash, Terius "The-Dream"                                               | 4:24 |
| 7  | "Take U Home 2 My Mama"                                                                                    | Stewart, C./Nash, Terius "The-Dream"                                               | 3:39 |
| 8  | "Love vs. Money"                                                                                           | Stewart, C./Nash, Terius "The-Dream"                                               | 4:11 |
| 9  | "Love vs. Money, Pt. 2"                                                                                    | Stewart, C./Nash, Terius "The-Dream"                                               | 4:12 |
| 10 | "Fancy" | Stewart, C./Nash, Terius "The-Dream"                                               | 6:29 |
| 11 | "Right Side of My Brain"                                                                                   | Stewart, C./Nash, Terius "The-Dream"                                               | 4:26 |
| 12 | "Mr. Yeah"                                                                                                 | Stewart, C./Nash, Terius "The-Dream"                                               | 4:53 |
| 13 | "Kelly's 12 Play"                                                                                          | McKinney, C./Nash, Terius "The-Dream"                                              | 4:17 |
| 14 | "Let Me See the Booty" (featuring Lil Jon)                                                                 | Smith, J./Nash, Terius "The-Dream"                                                 | 3:34 |
| 15 | "Hater" (iTunes bonus track)*                                                                              | Stewart, C./Nash, Terius "The-Dream"                                               | 5:29 |
| 16 | "Rockin' That Shit (Remix)" (iTunes bonus track) (featuring Fabolous, Juelz Santana, Rick Ross & Ludacris) | Stewart, C./Nash, Terius "The-Dream"/Jackson, J./James, L./Roberts, W./Bridges, C. | 5:00 |

Deluxe Edycja
| #  | Tytuł                                      | Autorzy                              | Czas |
| -- | ------------------------------------------ | ------------------------------------ | ---- |
| 17 | "Hit It on the Road" (iTunes bonus track)  | The-Dream, Tricky Stewart            | 4:13 |
| 18 | "Walkin' on the Moon" (iTunes bonus track) | The-Dream, Los da Mystro, Kanye West | 4:05 |

## Chart positions
| Chart (2009)                          | Peak position |
| ------------------------------------- | ------------- |
| U.S. Billboard 200                    | 2             |
| U.S. Billboard Top R&B/Hip-Hop Albums | 1             |
| U.S. Billboard Top Digital Albums     | 3             |